# Stařešina
Stařešina bývá nejstarší člen rodiny nebo jiného širšího společenství. U Jihoslovanů se takto označoval hospodář, nejstarší a nejzkušenější člen zádruhy, majetkového společenství i několika příbuzensky blízkých rodin, pod jehož vedením ostatní pracovali a dělili se o výtěžek své práce. Jindy se jím nazýval nejstarší člen dynastie, který měl z tohoto důvodu nárok na trůn, pokud ovšem byl uznáván tzv. řád stařešinstva (seniorát). Tak tomu bylo např. u nejstarších Přemyslovců, kdy českému státu měl vládnout vždy nejstarší člen tohoto rodu bez ohledu na rodinné vazby. Ještě Břetislav I. se takový řád snažil v roce 1055 obnovit, prosadil se však nakonec nárok nejstaršího syna vládnoucího panovníka (primogenitura).